# Шейхство Алави
Алави (араб. علوي‎), или Шейхство Алави (араб. مشيخة العلوي‎) — шейхство в Южной Аравии, существовавшее до середины XX века. В разные годы входило в состав британского Протектората Аден, Федерацию Арабских Эмиратов Юга и Федерацию Южной Аравии. Столицей была Эль-Кваша.

## История
Было основано в 1743 году шейхом Сайелем бин Аль-Алави Рабаа. Шейх покинул свой дом в Наджране (современная Саудовская Аравия), чтобы избежать проблем между его семьёй, Хепатулла, королевской семьёй Наджран, и семьёй его жены, Хамидулдин. Он основал шейхство, чтобы обеспечить безопасность для своей семьи и людей. Шейхство было одним из первых подписавших договор «Девять Кантонов» с Великобританией в 1869 году, и стало частью Аденского Протектората. Стало членом Федерации Арабских Эмиратов Юга в феврале 1960 года и Федерации Южной Аравии в январе 1963 года. Последний шейх Махмуд ибн Мухаммад Аль-Акраби был свергнут в августе 1967 года. Шейхство было ликвидировано в ноябре 1967 года после основания Народной Демократической Республики Йемен. В настоящее время территория бывшего шейхства входит в состав Йеменской Республики.

## Список шейхов Алави
- Шаиф I аль-Алави 1800 — 1839
- Хилаль ибн Шаиф аль-Алави 1839 — ?
- Шаиф II ибн Шаиф аль-Алави ? — 1875
- СаидСалих аль-Алави 1875 — 1892
- Шаиф III ибн Саид аль-Алави 1892 — 1898
- Аль-Хусейн ибн Салих аль-Алави 1898
- Али ибн Насир аль-Алави 1898 — 1920
- Абд аль-Наби ибн Али аль-Алави 1920 — 1925
- Мухсин ибн Али аль-Алави 1925 — 1940
- Салих ибн Сайель аль-Алави 1940 — 1967